# Bella Vista (Aiguafreda)
Bella Vista és un edifici del municipi d'Aiguafreda (Osona) que forma part de l'Inventari del Patrimoni Arquitectònic de Catalunya. És una casa senyorial del primer quart de segle, està situada en una zona on es troben diverses cases d'estiueig de força importància.

## Descripció
És un edifici aïllat de tipologia ciutat-jardí, de planta baixa i un pis. Sobresurt un cos central amb teulada a doble vessant. En un dels laterals hi ha una torre que puja dos pisos més amunt que la resta de la casa, coberta amb teulada a quatre vessants. En el pis superior de la torre mirador s'obren diverses finestres.